# Vazul van Hongarije
Vazul (ca.  975 - 1037) was een Hongaarse edele uit de Árpád-familie. 
Vazul was de kleinzoon van Taksony, zoon van hertog Mihály (ca. 940 - 976/978), broer van Ladislaus de Kale en neef van koning Stefanus I van Hongarije. Hij volgde zijn vader op als hertog tussen de Morava (Tsjechië) en de Hron. Hij nam deel aan een samenzwering met als doel Stefan I te vermoorden, aangezien hij uitgesloten was van troonopvolging ten gunste van Peter Orseolo. De moordpoging mislukte. Vazul werd blind en doof gemaakt en zijn zoons werden verbannen.
Vazul was getrouwd met een dochter van Samuel van Bulgarije, mogelijk Katyn Anastasia (978 - 6 oktober 1014), en kreeg drie zoons:
- Andreas
- Béla
- Levente (ovl. 1047), ging met zijn broers in ballingschap naar Bohemen, overleed uiteindelijk aan zijn verwondingen opgelopen in de strijd met Peter Orseolo. Levente was de laatste uit zijn geslacht die zich niet liet dopen en zag daarmee welbewust af van de mogelijkheid om koning te worden.

De lijn van Arpaden na koning Stefan wordt daarom de Vazul-lijn genoemd.